# Manoel Ribas
Manoel Ribas est une municipalité brésilienne située dans l'État du Paraná.